# Fußballclub Berlin 1989-1990
La pagina raccoglie i dati riguardanti la Dinamo Berlino (F.C. Berlin) nelle competizioni ufficiali della stagione 1989-1990.

## Stagione

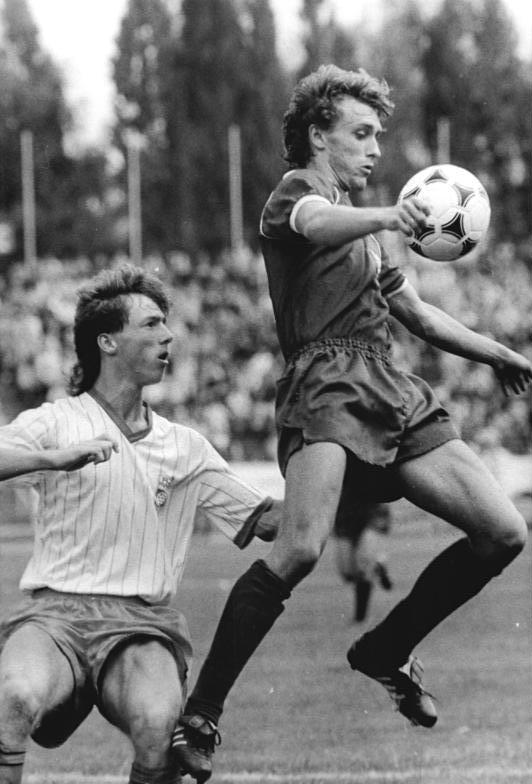
Thomas Doll in azione aerea, controllato da Thomas Linke nell'incontro contro il Rot-Weiß Erfurt del 12 agosto 1989

La stagione calcistica tedesca orientale 1989-90 fu influenzata pesantemente dal clima di cambiamenti politici in seguito al crollo del Muro di Berlino: diverse squadre subirono infatti alcuni cambiamenti dal punto societario, in particolare la stessa Dinamo Berlino che, perso il patrocinato della Stasi (scioltasi definitivamente l'8 dicembre 1989), cambiò nome in Fußballclub Berlin a partire dal 2 febbraio 1990 (anche se tale avvenimento fu ufficializzato solo il 19 febbraio). Il clima politico ebbe influenze sulla squadra anche dal punto di vista tecnico, dato che iniziò, con la dipartita di Andreas Thom a metà campionato verso il Bayer Leverkusen, l'esodo dei migliori giocatori della squadra. Per quanto riguarda i risultati, la squadra, che in estate aveva visto, dopo dieci anni, l'avvicendamento in panchina di Jürgen Bogs con Helmut Jäschke (il quale fu sostituito a marzo da Peter Rohde), concluse il campionato in quarta posizione, rimanendo in corsa per la qualificazione in Coppa UEFA fino alla penultima giornata. In coppa nazionale la Dinamo Berlino, detentrice del trofeo, fu eliminata ai quarti di finale dai Vorwärts Frankfurt (allora militanti in Liga, la seconda serie tedesca orientale), mentre in Coppa delle Coppe la squadra, alla sua finora ultima partecipazione nelle coppe europee, fu estromesso agli ottavi di finale dal Monaco al termine di una gara risoltasi solo dopo i tempi supplementari e che vide i monegaschi prevalere solo grazie alla regola dei gol fuori casa.

## Maglie e sponsor

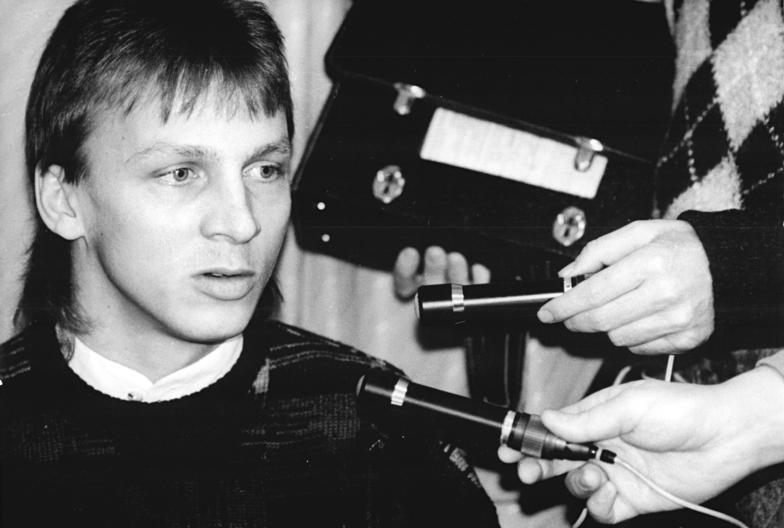
Andreas Thom annuncia ai giornalisti il suo trasferimento al : la caduta del Muro di Berlino permise ad alcuni giocatori di punta del campionato tedesco orientale di trasferirsi subito nei club della più quotata Bundesliga.

Viene inizialmente riconfermato il tradizionale completo della Dinamo Berlino, con maglia amaranto con colletto bianco, con però la variante dei calzoncini e i calzettoni in tinta con la maglia. A partire dal febbraio del 1990, in concomitanza con il cambio di denominazione della società, viene introdotta una nuova maglia di colore bianco con le spalle ornate da una fantasia amaranto, firmata dalla Patrick. La divisa è completata da calzoncini e calzettoni di colore amaranto, anche se a volte questi sono di colore bianco.
| Manica sinistra · Maglietta · Maglietta · Manica destra · Pantaloncini · Calzettoni | Manica sinistra · Maglietta · Maglietta · Manica destra · Pantaloncini · Calzettoni | Manica sinistra · Maglietta · Maglietta · Manica destra · Pantaloncini · Calzettoni |

## Organigramma societario
Area tecnica:

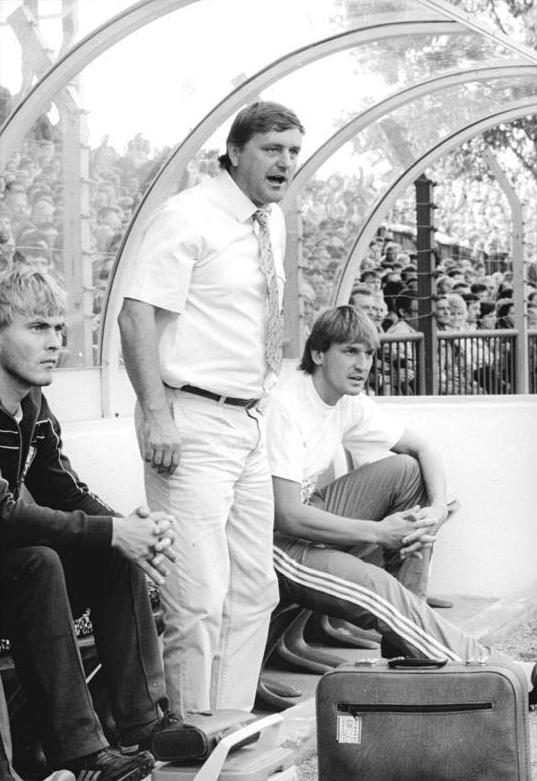
Helmut Jäschke, chiamato a sostituire Jürgen Bogs dopo dieci anni di panchina. Guidò la squadra fino a marzo, quando fu sostituito da Peter Rohde.

- Allenatore:  Helmut Jäschke, da marzo  Peter Rohde

## Rosa
| N. |                         | Ruolo | Calciatore        |
| -- | ----------------------- | ----- | ----------------- |
|    | Germania Est (bandiera) | P     | Bodo Rudwaleit    |
|    | Germania Est (bandiera) | P     | Oskar Kosche      |
|    | Germania Est (bandiera) | P     | Andreas Nofz      |
|    | Germania Est (bandiera) | D     | Jörn Lenz         |
|    | Germania Est (bandiera) | D     | Waldemar Ksienzyk |
|    | Germania Est (bandiera) | D     | Frank Rohde       |
|    | Germania Est (bandiera) | D     | Burkhard Reich    |
|    | Germania Est (bandiera) | D     | Jens-Uwe Zöphel   |
|    | Germania Est (bandiera) | D     | Jörg Buder        |
|    | Germania Est (bandiera) | D     | Hendrik Herzog    |
|    | Germania Est (bandiera) | C     | Marco Köller      |
|    | Germania Est (bandiera) | C     | Jörg Fügner       |
|    | Germania Est (bandiera) | C     | Bernd Schulz      |

| N. |                         | Ruolo | Calciatore      |
| -- | ----------------------- | ----- | --------------- |
|    | Germania Est (bandiera) | C     | Eike Küttner    |
|    | Germania Est (bandiera) | C     | Christian Backs |
|    | Germania Est (bandiera) | C     | Heiko Bonan     |
|    | Germania Est (bandiera) | C     | Thomas Strecker |
|    | Germania Est (bandiera) | C     | Rainer Ernst    |
|    | Germania Est (bandiera) | C     | Mike Buth       |
|    | Germania Est (bandiera) | C     | Mario Tolkmitt  |
|    | Germania Est (bandiera) | A     | Mike Kolloff    |
|    | Germania Est (bandiera) | A     | Dirk Anders     |
|    | Germania Est (bandiera) | A     | Thomas Doll     |
|    | Germania Est (bandiera) | A     | Rene Rydlewicz  |
|    | Germania Est (bandiera) | A     | Andreas Thom    |
|    | Germania Est (bandiera) | A     | Torsten Boer    |

## Risultati

### Coppa della Germania Est
| 26 agosto 1989 | Lübbenau | 0 – 5 | BFC Dynamo | (3.500 spett.) |

| 30 settembre 1989 | Motor Wernigerode | 0 – 5 | BFC Dynamo | (7.100 spett.) |

| 4 novembre 1989 | Hallescher | 1 – 3 | BFC Dynamo | (12.300 spett.) |

| 8 dicembre 1989 | Vorwärts Francoforte | 2 – 0 (d.t.s.) | BFC Dynamo | (5 000 spett.) |

### Coppa delle Coppe[3]
| Arbitro: | Purcell |

|               |           |                    |
| Askelsson 36’ | Marcatori | 70’ Bonan 75’ Thom |

| Arbitro: | Damgaard |

|                    |           |                  |
| Ernst 23’ Lenz 83’ | Marcatori | 51’ Kristjansson |

| Principato di Monaco 18 ottobre 1989 | Monaco     | 0 – 0 | BFC Dynamo | Stade Louis II (7.000 spett.)\| Arbitro: \| Forstinger \| |
| Arbitro:                             | Forstinger |       |            |                                                           |

| Arbitro: | Goethals |

|              |           |           |
| Küttner 111’ | Marcatori | 117’ Diaz |

## Statistiche

### Statistiche di squadra
| Competizione      | Punti | In casa | In casa | In casa | In casa | In casa | In casa | In trasferta | In trasferta | In trasferta | In trasferta | In trasferta | In trasferta | Totale | Totale | Totale | Totale | Totale | Totale | DR  |
| Competizione      | Punti | G       | V       | N       | P       | Gf      | Gs      | G            | V            | N            | P            | Gf           | Gs           | G      | V      | N      | P      | Gf     | Gs     | DR  |
| ----------------- | ----- | ------- | ------- | ------- | ------- | ------- | ------- | ------------ | ------------ | ------------ | ------------ | ------------ | ------------ | ------ | ------ | ------ | ------ | ------ | ------ | --- |
| DDR-Oberliga      | 30    | 13      | 6       | 5       | 2       | 22      | 14      | 13           | 3            | 7            | 3            | 16           | 21           | 26     | 9      | 12     | 5      | 30     | 22     | +8  |
| FDGB Pokal        | -     | -       | -       | -       | -       | -       | -       | 4            | 3            | 0            | 1            | 13           | 3            | 4      | 3      | 0      | 1      | 13     | 3      | +10 |
| Coppa delle Coppe | -     | 2       | 1       | 1       | 0       | 3       | 2       | 2            | 1            | 1            | 0            | 2            | 1            | 4      | 2      | 2      | 0      | 4      | 4      | 0   |
| Totale            | -     | 15      | 7       | 6       | 2       | 25      | 16      | 19           | 7            | 8            | 4            | 31           | 25           | 34     | 14     | 14     | 6      | 47     | 29     | +18 |

### Statistiche dei giocatori
| Giocatore | DDR-Oberliga | DDR-Oberliga | DDR-Oberliga | DDR-Oberliga | FDGB Pokal | FDGB Pokal | FDGB Pokal  | FDGB Pokal | Coppa delle Coppe | Coppa delle Coppe | Coppa delle Coppe | Coppa delle Coppe | Totale   | Totale | Totale      | Totale     |
| Giocatore | Presenze     | Reti         | Ammonizioni  | Espulsioni   | Presenze   | Reti       | Ammonizioni | Espulsioni | Presenze          | Reti              | Ammonizioni       | Espulsioni        | Presenze | Reti   | Ammonizioni | Espulsioni |
| --------- | ------------ | ------------ | ------------ | ------------ | ---------- | ---------- | ----------- | ---------- | ----------------- | ----------------- | ----------------- | ----------------- | -------- | ------ | ----------- | ---------- |
| Anders    | 17           | 2            | 2            | ?            | 3          | 1          | ?           | ?          | 1                 | ?                 | ?                 | ?                 | 21       | 3+     | 2+          | ?          |
| Backs     | 6            | ?            | ?            | ?            | ?          | ?          | ?           | ?          | ?                 | ?                 | ?                 | ?                 | 6+       | ?      | ?           | ?          |
| Boer      | 8            | 1            | ?            | ?            | ?          | ?          | ?           | ?          | ?                 | ?                 | ?                 | ?                 | 8+       | 1+     | ?           | ?          |
| Bonan     | 25           | 5            | 3            | ?            | 4          | 1          | ?           | ?          | 4                 | 1                 | ?                 | ?                 | 33       | 7      | 3+          | ?          |
| Buder     | 10           | ?            | 2            | ?            | ?          | ?          | ?           | ?          | ?                 | ?                 | ?                 | ?                 | 10+      | ?      | 2+          | ?          |
| Buth      | 1            | ?            | ?            | ?            | ?          | ?          | ?           | ?          | ?                 | ?                 | ?                 | ?                 | 1+       | ?      | ?           | ?          |
| Doll      | 25           | 8            | 1            | ?            | 3          | 2          | ?           | ?          | 4                 | ?                 | ?                 | ?                 | 32       | 10+    | 1+          | ?          |
| Ernst     | 24           | 5            | 4            | ?            | 4          | 2          | ?           | ?          | 4                 | 1                 | ?                 | ?                 | 32       | 8      | 4+          | ?          |
| Fügner    | 13           | ?            | 2            | ?            | 3          | 1          | ?           | ?          | 1                 | ?                 | ?                 | ?                 | 17       | 1+     | 2+          | ?          |
| Herzog    | 24           | 3            | 4            | 1            | 4          | ?          | ?           | ?          | 4                 | ?                 | ?                 | ?                 | 32       | 3+     | 4+          | 1+         |
| Köller    | 7            | ?            | ?            | ?            | 3          | ?          | ?           | ?          | 1                 | ?                 | ?                 | ?                 | 11       | ?      | ?           | ?          |
| Kolloff   | 2            | ?            | ?            | ?            | ?          | ?          | ?           | ?          | ?                 | ?                 | ?                 | ?                 | 2+       | ?      | ?           | ?          |
| Kosche    | 16           | ?            | 1            | ?            | 2          | ?          | ?           | ?          | ?                 | ?                 | ?                 | ?                 | 18+      | ?      | 1+          | ?          |
| Ksienzyk  | 24           | 1            | 3            | ?            | 4          | ?          | ?           | ?          | 4                 | ?                 | ?                 | ?                 | 32       | 1+     | 3+          | ?          |
| Lenz      | 12           | ?            | ?            | ?            | 2          | ?          | ?           | ?          | 2                 | 1                 | ?                 | ?                 | 16       | 1+     | ?           | ?          |
| Nofz      | 1            | ?            | ?            | ?            | ?          | ?          | ?           | ?          | ?                 | ?                 | ?                 | ?                 | 1+       | ?      | ?           | ?          |
| Reich     | 16           | 3            | 1            | ?            | 4          | 1          | ?           | ?          | 4                 | ?                 | ?                 | ?                 | 24       | 4+     | 1+          | ?          |
| Rohde     | 18           | ?            | 1            | ?            | 3          | ?          | ?           | ?          | 3                 | ?                 | ?                 | ?                 | 24       | ?      | 1+          | ?          |
| Rudwaleit | 9            | ?            | ?            | ?            | 2          | ?          | ?           | ?          | 4                 | ?                 | ?                 | ?                 | 15       | ?      | ?           | ?          |
| Rydlewicz | 7            | 1            | ?            | ?            | ?          | ?          | ?           | ?          | ?                 | ?                 | ?                 | ?                 | 7+       | 1+     | ?           | ?          |
| Schulz    | 8            | ?            | 1            | ?            | 2          | ?          | ?           | ?          | 1                 | ?                 | ?                 | ?                 | 11       | ?      | 1+          | ?          |
| Strecker  | 11           | ?            | ?            | ?            | 1          | ?          | ?           | ?          | 1                 | ?                 | ?                 | ?                 | 13       | ?      | ?           | ?          |
| Thom      | 12           | 5            | ?            | ?            | 4          | 4          | ?           | ?          | 4                 | 1                 | ?                 | ?                 | 20       | 10     | ?           | ?          |
| Tolkmitt  | 3            | ?            | ?            | ?            | ?          | ?          | ?           | ?          | ?                 | ?                 | ?                 | ?                 | 3+       | ?      | ?           | ?          |
| Zöphel    | 4            | ?            | ?            | ?            | 2          | ?          | ?           | ?          | 1                 | ?                 | ?                 | ?                 | 7        | ?      | ?           | ?          |